# Едгар Савісаар
Едґар Савісаар (ест. Edgar Savisaar; 31 травня 1950 — 29 грудня 2022) — естонський політик, голова Центристської партії; мер Таллінна (2007—2015), прем'єр-міністр Естонії (1990–1992); міністр економіки і комунікацій в уряді Андруса Ансіпа.

## Біографія

### Походження й дитинство
Народився у в'язниці в селищі Харку Хар'юського району Естонської РСР, де його мати, Марія (до шлюбу Бурешін) відбувала п'ятирічне ув'язнення. Батьків Савісаара заарештували влітку 1949 року за продаж коня з метою уникнути її експропріації колгоспом. Батько Едґара Савісаара, Ельмар, був засуджений до 15 років таборів. Влітку 1950 року Марія Савісаар разом із маленьким Едґаром повернулась до рідного селища Вастсе-Куусте, що нині розміщується у повіті Пилвамаа.

### Освіта
Після закінчення школи продовжив навчання в Тартуському університеті.
1973 року, після закінчення університету, отримав диплом історика.
1980 року написав кандидатську дисертацію з філософії на тему «Соціально-філософські засади глобальних моделей Римського клубу».

### Кар'єра
З 1980 до 1988 року працював у державних органах, що займались економічним плануванням. 1987 року був одним з авторів економічної програми з переведення Естонії на повний господарський розрахунок (так звана «господарська Естонія», естонська абревіатура: IME). У 1988–1989 роках був науковим консультантом фірми «Майнор».
Очолював разом із Мар'ю Лаурістін Народний фронт Естонії та з 1990 року брав участь в роботі Конгресу Естонії.
У липні 1989 року став заступником голови Ради міністрів Естонської РСР та головою Державного планового комітету Естонської РСР. 3 квітня 1990 року був призначений головою Ради міністрів Естонської РСР. Став першим прем'єр-міністром після прийняття 20 серпня 1991 року Декларації про відновлення незалежності Естонської Республіки. Його уряд залишався при владі до 29 січня 1992 року, коли був змушений піти у відставку через важке становище в економіці.
З 1992 до 1995 року Едгар Савісаар був віце-спікером Рійгікогу (парламенту). В період з 17 квітня до 6 листопада 1995 року був міністром внутрішніх справ. Після звинувачень у незаконному запису приватних розмов з іншими політиками (так званий «плівковий скандал») уряд вийшов у відставку. Хоч його участь в записах ніколи не було доведено, він заявив, що йде з політики. Однак уже 1996 року взяв участь у муніципальних виборах і став головою міських зборів Таллінна. З 2001 до 14 жовтня 2004 року був мером Таллінна. З 11 квітня 2005 до 5 квітня 2007 року був міністром економіки й комунікацій у коаліційному уряді з прем'єр-міністром Андрусом Ансипом на чолі. З 5 квітня 2007 року знову став мером Таллінна.
На виборах до міських зборів Таллінна, що відбулись 18 жовтня 2009 року, за Центристську партію та персонально за Едгара Савісаара проголосувало рекордна кількість виборців, у результаті чого він зберіг за собою пост мера міста.
На парламентських виборах 2011 року Едгару Савісаару удалось набрати рекордну персональну кількість голосів — 23 000. Від посади депутата Рійгікогу Савісаар, тим не менше, відмовився.

### Оцінки
Едґар Савісаар є однією з найбільш суперечливих і скандальних політичних постатей Естонії. У деяких шарах населення він має репутацію заступника росіян в Естонії, багато хто вбачає в ньому також і захисника бідних. Інші ж бачать у ньому «агента впливу» Росії на естонську політику й «загрозу безпеці» країни. Так, у грудні 2010 року навколо політика спалахнув гучний скандал через підозри у використанні для фінансування виборчої кампанії коштів, отриманих з Росії, при цьому політик усунувся від якнайскорішого захисту своєї репутації

## Родинний стан
З 1996 року Едґар Савісаар був одружений з Вільєю Тоомаст (нині займає пост депутата Європарламенту), від якої має дочку Росіну. 15 грудня 2009 року на спільному брифінгу подружжя Савісаар повідомило про прийняте ними рішення розірвати шлюб. Після розлучення Вілья Савісаар зізналась журналістам, що з Едгаром Савісааром у неї ніколи не було «нормальних відносин чоловіка й жінки».
Має сина Еркі й онучок Еліс та Рійн від першого шлюбу з Кайре Савісаар. Від другого шлюбу з Лійз Савісаар має дочку Марію та сина Едґара.

## Нагороди
- Великий офіцер ордена Трьох зірок (Латвія, 30 листопада 2005 року)[11]

## Цікаві факти
- Вранці перед роботою на своєму хуторі Хундісильма годує синичок і снігурів зерном і салом. У січні 2012 року зламав ногу при цьому.[12]
- Едгара Савісаара періодично затримують за перевищення швидкості. Один зі штрафів склав 1000 євро. Востаннє Едґар перевищив швидкість на 47 км/год, було це 5 червня 2012 року на трасі Таллінн-Нарва.